# Govindapur (Morang)
Govindapur – gaun wikas samiti we wschodniej części Nepalu w strefie Kośi w dystrykcie Morang. Według nepalskiego spisu powszechnego z 2001 roku liczył on 2912 gospodarstw domowych i 14967 mieszkańców (7419 kobiet i 7548 mężczyzn).